# رنگ‌سنجی (شیمی)
رنگ‌سنجی عبارتست از تبدیل ماده هدف که محلول است، با مواد شیمیائی خاص به یک ماده رنگی. این ماده رنگی هرچه پرنگ تر باشد نشانه غلظت بیشتر ماده هدف است. این رنگ با رنگ تولید شده از ماده هدف با غلظت معین مقایسه می‌شود. سپس میزان ماده هدف بااستفاده از عمل تناسب به‌دست می‌آید.
در رنگ‌سنجی از دستگاهی به نام اسپکتروفتومتر استفاده می‌شود. در این دستگاه نور تک رنگ از محلول عبور کرده و میزان جذب نور توسط محلول رنگی سبب تولید جریان الکتریسته می‌شود. این فرآیند صفحه دیجیتال یا عقربه را به حرکت در می‌آورد.